# Przygody rabina Jakuba

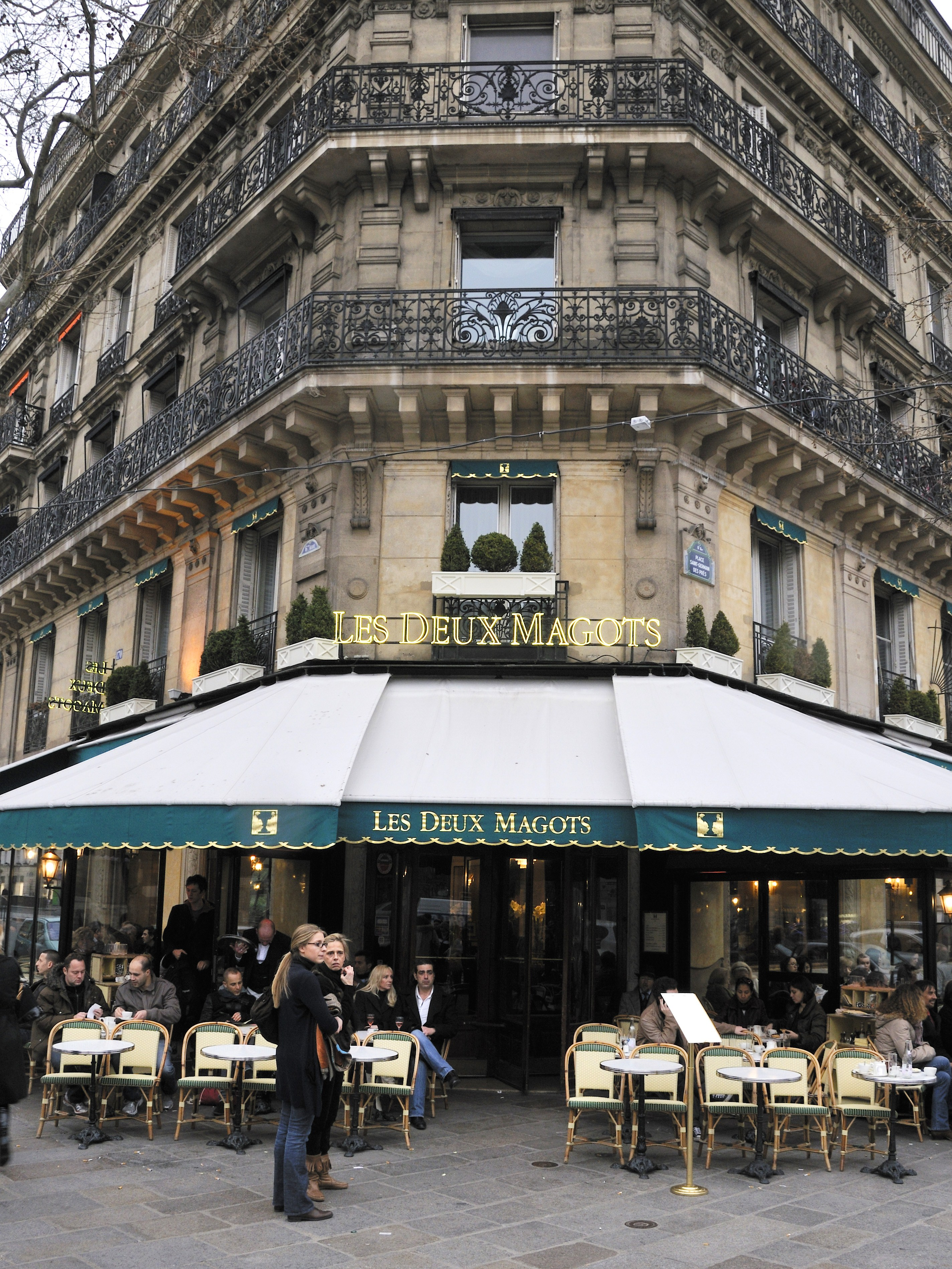
Paryska restauracja Les Deux Magots, która zagrała w filmie

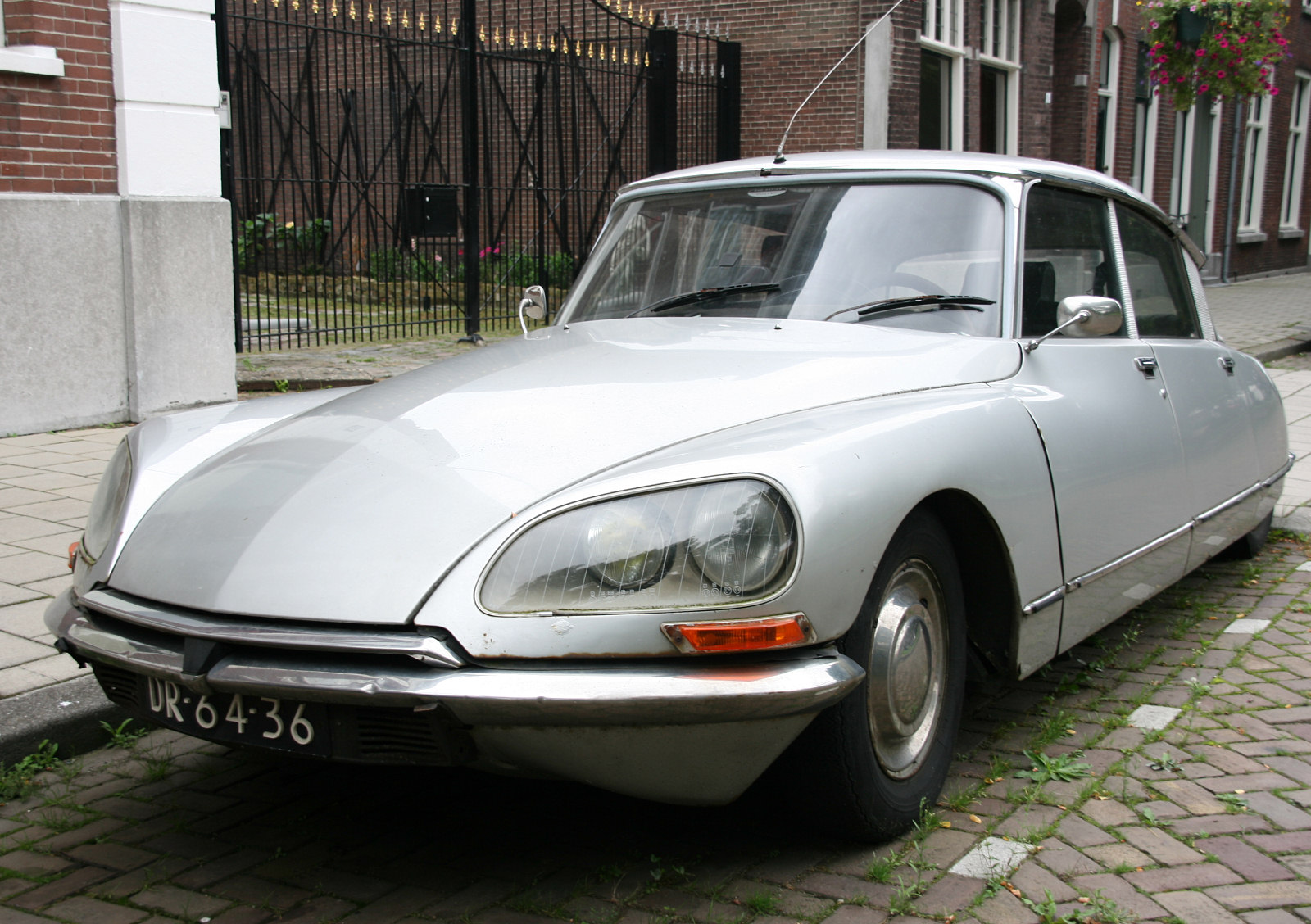
Citroën DS – takim samochodem podróżował w filmie Victor Pivert ze swoim szoferem

Przygody rabina Jakuba (fr. Les aventures de rabbi Jacob) – francuski film komediowy z 1973 roku z udziałem Louisa de Funès.

## Fabuła
Pierwowzorem rabbiego Jakuba była sylwetka aktora Marcela Dalio, który wcielił się właśnie w postać nowojorskiego rabina. Francuski aktor, z pochodzenia Żyd, w 1940, na krótko przed inwazją Niemiec na Francję, musiał uciekać z Paryża. Poprzez Lizbonę, a następnie Chile i Meksyk wyemigrował do USA. Do Francji powrócił dopiero po kilkudziesięciu latach.
Przygody rabbiego Jakuba są filmem dotykającym poważnych kwestii społecznych, takich jak rasizm, ksenofobia czy tolerancja. Poruszają także sprawę relacji żydowsko-arabskich, podkreślając potrzebę i znaczenie pojednania (wymowny uścisk dłoni Slimana i Salomona). Premiera filmu miała miejsce 18 października 1973, podczas gdy w dniach 6-22 października 1973 miała miejsce wojna Jom Kipur między Egiptem i Syrią a Izraelem.
Cała akcja filmu rozgrywa się od piątkowego popołudnia do popołudnia dnia następnego.
Rabbi Jakub jest jednym z nowojorskich rabinów. Pewnego dnia krewni z Francji, rodzina Schmolli, zapraszają go na uroczystość bar micwy młodego Dawida. W piątkowe popołudnie rabbi wsiada na pokład samolotu i udaje się w podróż do swej rodzinnej Francji, po ponad 30 latach życia w USA. Towarzyszy mu młody rabin, rabbi Samuel.
W Normandii bogaty biznesmen Victor Dzięcioł (oryg. Pivert) podróżuje Citroënem DS. Jego córka ma następnego dnia wyjść za mąż. Dzięcioł jest wybuchowym człowiekiem, skąpym i despotycznym, a także rasistą, który szczególnie nie znosi Czarnoskórych, Belgów, Żydów, i Anglików. Podczas drogi on i jego kierowca, Salomon doznają wypadku. Ich samochód, z łodzią na dachu, wpada do jeziora. Gdy Salomon, z pochodzenia Żyd, odmawia Dzięciołowi pomocy z powodu rozpoczynającego się szabatu, ten postanawia go zwolnić.
W tym samym czasie lider arabskich rewolucjonistów Mohammed Larbi Slimane zostaje porwany przez swoich oponentów, którzy postanawiają się go pozbyć na dobre. Zabójcy, kierowani przez pułkownika Farèsa, zabierają go do opuszczonej fabryki gumy do żucia – tego samego miejsca, gdzie Victor Dzięcioł udaje się w poszukiwaniu pomocy do samochodu. Przypadkowo pomaga on wydostać się Slimanowi. W czasie ucieczki zostaje zabitych jednak dwoje Arabów. Policja po znalezieniu ciał w pobliżu jeziora oskarża natychmiast Dzięcioła o zbrodnię.
Następnego dnia Sliman zmusza Dzięcioła do wyjazdu z nim na lotnisko Orly, by ten mógł dostać się na pokład samolotu do swego rodzinnego kraju (jeżeli bowiem rewolucja się powiedzie, Sliman zostanie prezydentem). Jednakże obydwaj są ścigani przez wiele osób – Germaine, zazdrosną żonę Dzięcioła, która sądzi, że jej mąż opuszcza ją dla innej kobiety; Farèsa i jego zabójców oraz przez komisarza policji, Andreaniego, który chce zatrzymać Dzięcioła za jego domniemane zabójstwo.
Próbując ukryć swą tożsamość, Sliman i Dzięcioł atakują dwóch rabinów w toalecie lotniska, kradnąc im ubranie, brody i pejsy. Zamiana jest tak perfekcyjna, że żydowska rodzina Schmolli bierze dwójkę przebierańców za prawdziwego rabbiego Jakuba i rabbi Samuela. Jedynym, który odkrywa mistyfikację jest Salomon, zwolniony szofer Dzięcioła, który okazuje się bratankiem rabina. Dwójce udaje się zachować swą prawdziwą tożsamość w sekrecie, a nawet wygłosić żydowskie kazanie.
Dalej akcja nabiera jeszcze szybszego tempa. Rewolucja kończy się sukcesem, a Sliman zostaje prezydentem republiki. Córka Dzięcioła zakochuje się w nim i opuszcza swego narzeczonego przed ołtarzem. Prawdziwy rabbi Jakub odnajduje swoich krewnych i wspólnie z rodziną Dzięcioła wszyscy udają się celebrować żydowską uroczystość.

## Obsada
- Louis de Funès – Victor Dzięcioł (Pivert)
- Claude Giraud – Mohamed Larbi Slimane
- Henri Guybet – Salomon, szofer
- Suzy Delair – Germaine Pivert, żona Dzięcioła
- Renzo Montagnani – Farès
- Claude Piéplu – komisarz Andréani
- Marcel Dalio – Rabbi Jakub
- Janet Brandt – Tzipé Schmoll, ciotka
- Miou-Miou – Antoinette Pivert, córka Dzięcioła
- Jean Herbert/Popeck – Moïshe Schmoll
- Lionel Spielman – David Schmoll
- Denise Provence – Esther Schmoll
- Malek „Eddine” Kateb – Aziz
- Xavier Gélin – Alexandre, niedoszły pan młody
- Jacques François – Jean-François, generał, ojciec pana młodego

## Odbiór filmu
Film we Francji obejrzało 7,3 mln widzów.